# 同人雑誌賞
同人雑誌賞（どうじんざっししょう）は、新潮社が1954年に新潮社四大文学賞のひとつとして設けた文学賞である。

## 賞の特徴
- 選考対象は『新潮』に応募された同人雑誌の中から、編集部による選考を経て『新潮』12月号の同人雑誌特集に掲載された作品。
- 受賞者には記念品と副賞として賞金（第1回から第7回は5万円、第8回から10万円）が、また受賞者の所属同人雑誌にも賞金（同）が授与された。
- 1967年10月に新潮文芸振興会が設立されたのを期に終了し、1968年開始の新潮新人賞に引き継がれる形となった。

## 受賞作
- 第1回（1954年） - 石崎晴央 「燒繪玻璃」 （『文脈』・愛媛県）
- 第2回（1955年） - 三浦哲郎 「十五歳の周圍」 （『非情』・東京都）
- 第3回（1956年） - 瀬戸内晴美 「女子大生・曲愛玲」 （『Z』）
- 第4回（1957年） - 副田義也 「闘牛」 （『クライテリオン』）
- 第5回（1958年） - 神崎真一 「大宮踊り」 （『文學山河』）
- 第6回（1959年） - 田木敏智 「殘された夫」 （無名誌）
- 第7回（1960年） - 佐江衆一 「背」 （『文藝首都』）
- 第8回（1961年） - 河野多惠子 「幼兒狩り」 （『文學者』）
- 第9回（1962年） - 多岐一雄 「光芒」 （『新現實』）
- 第10回（1963年） - 鴻みのる 「奇妙な雪」 （『シジフォス』）
- 第11回（1964年） - 津村節子 「さい果て」 （『文學者』）
- 第12回（1965年） - 渡辺淳一 「死化粧」 （『くりま』）
- 第13回（1966年） - 齋藤せつ子 「健やかな日常」 （『土偶』）
- 第14回（1967年） - 山下郁夫 「南冥」 （『塔』）

## 選考委員
- 第1回から第7回 - 伊藤整、井伏鱒二、大岡昇平、佐藤春夫、高見順、永井龍男、中山義秀、三島由紀夫、新潮編集長
- 第8回から第11回 - 伊藤整、井伏鱒二、大岡昇平、高見順、永井龍男、中山義秀、三島由紀夫、新潮編集長
- 第12回から第14回 - 伊藤整、井伏鱒二、大岡昇平、尾崎一雄、永井龍男、中山義秀、三島由紀夫、安岡章太郎